# Chandannagar
Chandannagar (Bengaals: চন্দননগর / Candannagar), vroeger Chandernagor en ook wel Farasdanga, is een stad in het district Hooghly van de Indiase deelstaat West-Bengalen. Ze behoort tot de metropoolregio Kolkata en ligt in de Gangesdelta op de westelijke oever van de rivierarm Hooghly, op 14 meter boven de zeespiegel. De stad, die 166.867 inwoners telde in 2011, is eind 17e eeuw gesticht door Fransen en was tot na de Tweede Wereldoorlog deel van Frans-India. Veel koloniale architectuur is bewaard.

## Geschiedenis
Chandannagar ontstond als een factorij van de Franse Oost-Indische Compagnie (FCIO). In 1673 was er een groep onder Duplessis die er een magazijn vestigde. Kort erna verscheen het toponiem voor het eerst op schrift in het dagboek van Streynsham Master, maar deze eerste vestiging bestond slechts enkele jaren. In opdracht van de FCIO kocht André Boureau-Deslandes in 1688 een landconcessie van de Mogolkeizer Aurangzeb en in 1693 volgde de farman die open handel toeliet. De handelsnederzetting omvatte de dorpen Gondalpara in het zuiden, Borokishanpur in het noorden en Khalisani in het westen. Aanvankelijk bestond het Europese personeel uit een directeur, vijf raadsleden, vijftien koopmannen, twee notarissen, twee artsen en twee pastoors. Er waren ook 103 voetsoldaten, die het Fort d'Orléans bemanden, voltooid in 1696.
In 1730 werd Joseph François Dupleix benoemd tot gouverneur van Chandernagor. Onder zijn bewind werd de stad uitgebreid en kwam de zeehandel tot bloei. Er werd gehandeld in opium, indigo, zijde, rijst, touw, suiker, enz. Hoogstaande katoenstoffen waren het voornaamste exportproduct. De volkstelling van 1756 stelde het aantal inwoners op 27.856, waarvan 444 Europeanen in de witte stad. In tegenstelling tot de zwarte stad beschikte deze over brede rechte straten, fraaie gebouwen en geavanceerde riolering.
Tijdens de Zevenjarige Oorlog werd Chandernagor in 1757 veroverd door kolonel Robert Clive en admiraal Charles Watson na een bombardement. In uitvoering van het Verdrag van Parijs werd de stad in 1765 aan de Fransen teruggegeven, op voorwaarde dat de vestingen werden gesloopt en het garnizoen minimaal bleef. Voortaan zou Chandernagor in de schaduw van Calcutta staan. Tijdens de Franse revolutionaire oorlogen namen de Britten Chandernagor in 1794 opnieuw in. In 1816 werd de stad teruggegeven als een enclave van 7,8 km² in Brits-Indië. Het werd een toevluchtsoord voor sekswerkers en onderwereldfiguren uit Calcutta, en in de 20e eeuw ook voor anti-Britse revolutionairen. Anders dan in bijvoorbeeld de Afrikaanse kolonies waren er onder de Bengali nauwelijks verfranste elites. Vanaf 1880 werd Chandernagor een municipaliteit, die bleef ressorteren onder het gezag van de gouverneur-generaal in Pondicherry. De eerste burgemeester was Charles Dumaine. De stad verloor haar commerciële belang en werd een fraaie buitenwijk van Calcutta, met een bevolking van 25.000 in 1901.
Na de Indiase onafhankelijkheid stuikte het Franse gezag ineen. Bengali vormden een achtkoppig bestuurscomité en in juni 1948 kwam er een volksraadpleging over de status van Chandernagore. 97% van de inwoners stemden voor aansluiting bij India. In mei 1950 werd de feitelijke controle overgedragen en op 9 juni 1952 werd de stad formeel deel van India. De inwoners kregen de mogelijkheid hun Franse nationaliteit te behouden.

## Bezienswaardigheden
De Indo-Franse architectuurstijl, vergelijkbaar met die van Pondicherry, is nog uitgesproken aanwezig in Chandannagar.
- De Chandannagore Strand is een schaduwrijke promenade langs de Hooghly met veel historische gebouwen.
- Het Institut de Chandernagor is een museum en Frans instituut, opgericht in 1961 in het voormalige gouverneurspaleis.
- De katholieke Heilig-Hartkerk, ontworpen door Jacques Duchatz, werd in 1884 ingewijd door de Belgische missionaris Paul Goethals.
- Op de Franse begraafplaats aan Grand Trunk Road bevinden zich de graven van de edelman Duplessis (die in 1673 een eerste vestigingspoging deed) en van de meteoroloog Henry "Storm" Piddington.
- Chandanangar Gate is een poortmonument uit 1937 dat de Bestorming van de Bastille gedenkt.
- Patal-Bari was de residentie van zamindars van Mankundu, waar onder meer de schrijver Rabindranath Tagore en de hervormer Iswar Chandra Vidyasagar verbleven.
- De Nandadulal-tempel, gebouwd in 1740 door Indranarayan Roychoudhury, is een Indiaas gebouw in de do chalha-stijl.
- Nritya Gopal Smriti Mandir is een theaterzaal en bibliotheek.

## Voetnoten
1. ↑  Arghya Bose, A Wrinkle in Empire. Reflections on Colonial and Nationalist Imaginations of Territoriality in French Chandernagor, 2019, p. 120
2. ↑  Adrian Carton, Mixed-Race and Modernity in Colonial India. Changing Concepts of Hybridity Across Empires, 2012, p. 63
3. ↑  Sue Peabody, Madeleine's Children. Family, Freedom, Secrets, and Lies in France's Indian Ocean Colonies, 2017, p. 18
4. ↑  Sumanta Banerjee, A Tale of Two Cities Under Colonial Rule: Chandernagore and Calcutta, India International Centre, Occasional Paper 39, 2012